# Dyson (Mondkrater)
Dyson ist ein Einschlagskrater auf der erdabgewandten Seite des Mondes. 
Er befindet sich auf der nördlichen Mondhalbkugel, nordwestlich des Kraters Coulomb und östlich des Kraters Van't Hoff. 
Die Entstehungszeit des Kraters fällt in die nektarische Periode.
Dyson hat fünf Nebenkrater
| Buchstabe | Position            | Durchmesser | Link |
| --------- | ------------------- | ----------- | ---- |
| B         | 63,3° N, 118,32° W  | 50 km       |      |
| H         | 59,35° N, 114,36° W | 20 km       |      |
| M         | 58,17° N, 121,53° W | 32 km       |      |
| Q         | 59,08° N, 126,28° W | 82 km       |      |
| X         | 62,24° N, 123,03° W | 27 km       |      |

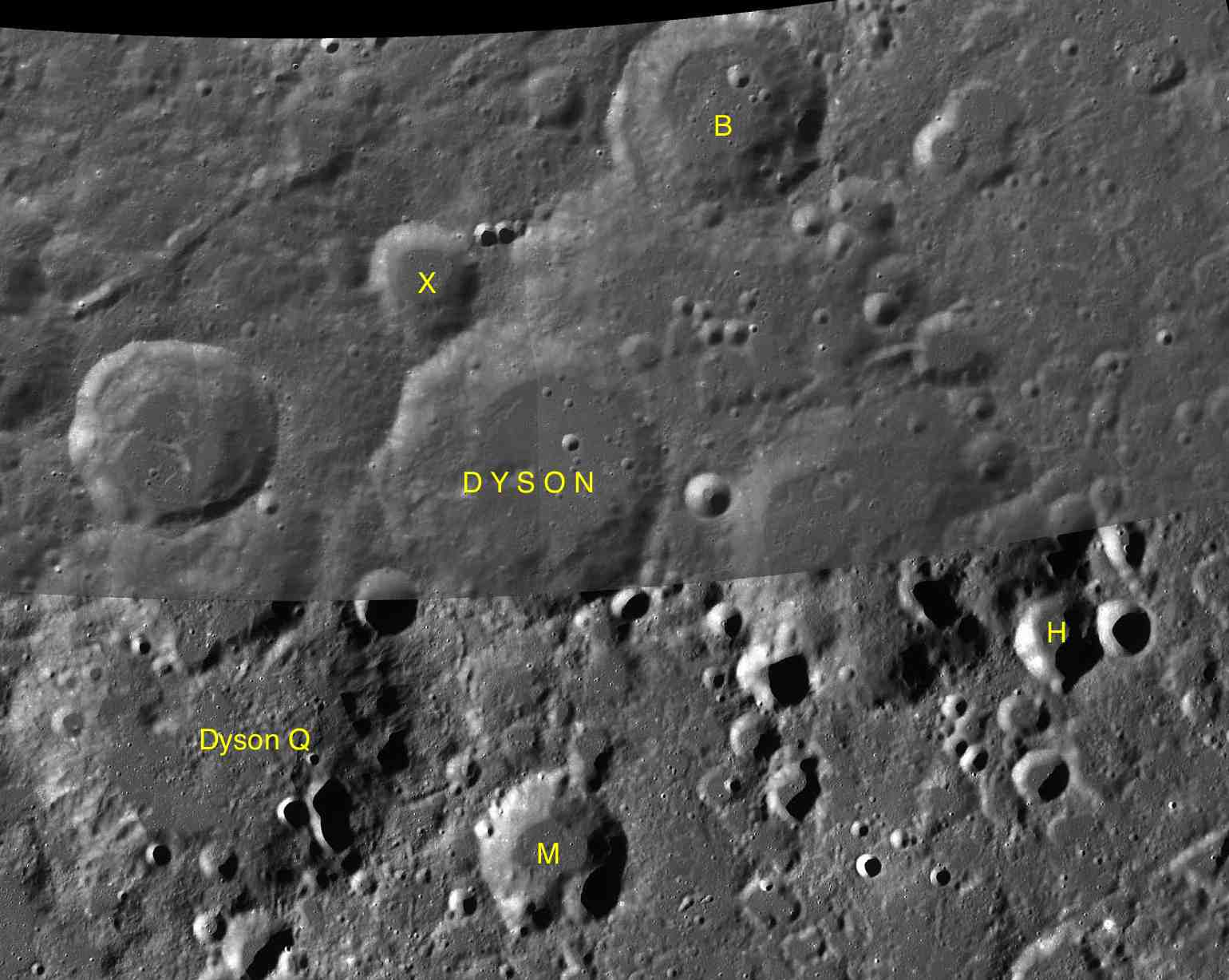
Dyson und seine Nebenkrater

Der Krater wurde 1970 von der IAU offiziell nach dem britischen Astronomen Sir Frank W. Dyson benannt.